# Робототехника
Робототе́хника (от робот и техника; англ. robotics — роботика, роботехника) — прикладная наука, занимающаяся разработкой автоматизированных технических систем и являющаяся важнейшей технической основой развития производства.
Робототехника опирается на такие дисциплины, как электроника, механика, кибернетика, телемеханика, мехатроника, информатика, а также радиотехника и электротехника. Выделяют строительную, промышленную, бытовую, медицинскую, авиационную и экстремальную (военную, космическую, подводную) робототехнику.

## Этимология термина
Слово «роботика» (или «роботехника», «robotics») было впервые использовано в печати Айзеком Азимовым в научно-фантастическом рассказе «Лжец», опубликованном в 1941 году.
В основу слова «робототехника» легло слово «робот», придуманное в 1920 г. чешским писателем Карелом Чапеком и его братом Йозефом для научно-фантастической пьесы Карела Чапека «Р. У. Р.» («Россумские универсальные роботы»), впервые поставленной в 1921 г. и пользовавшейся успехом у зрителей. В ней хозяин завода налаживает выпуск множества андроидов, которые сначала работают без отдыха, но потом восстают и губят своих создателей.

## История отрасли

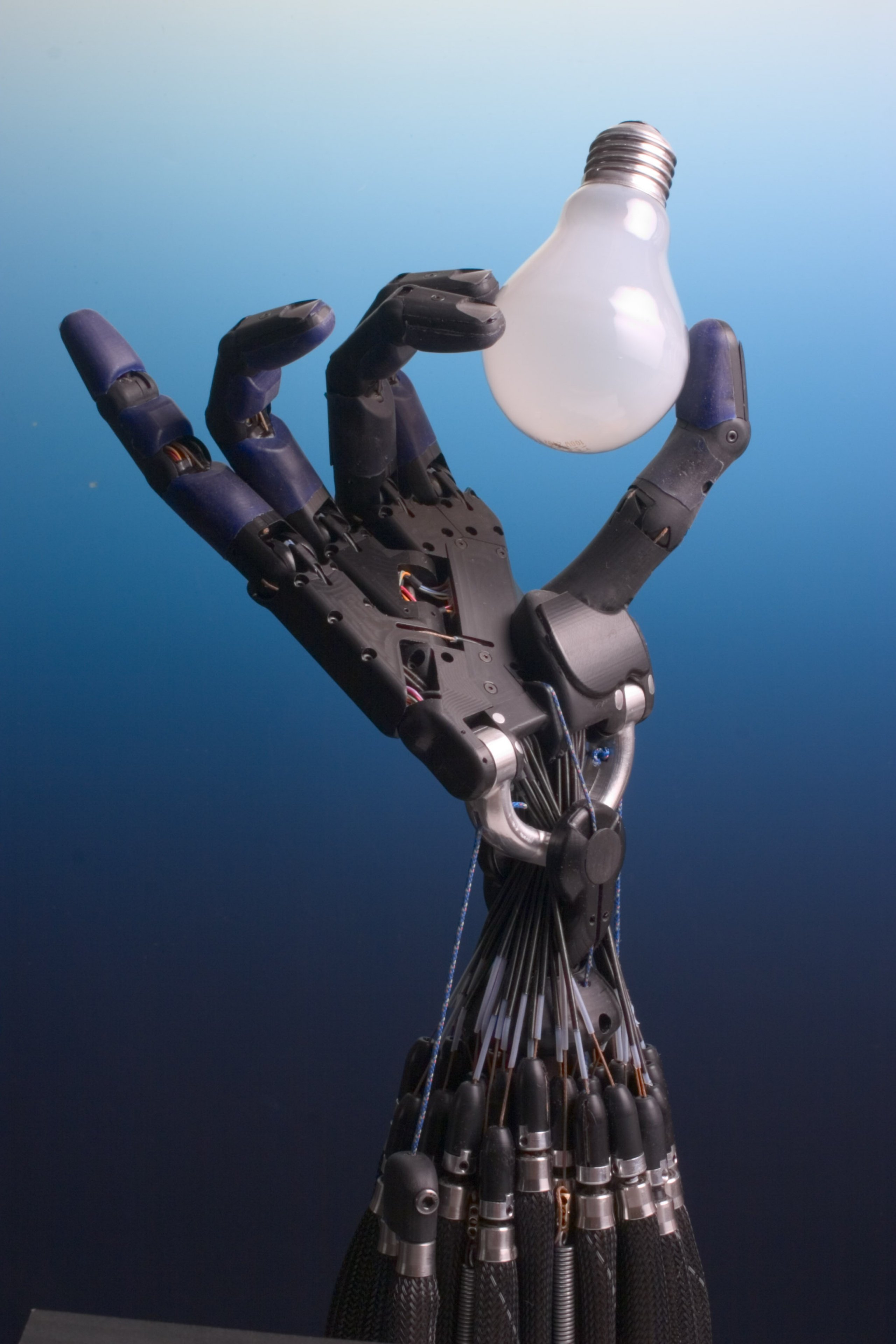
Рука робота

Некоторые идеи, положенные позднее в основу робототехники, появились ещё в античную эпоху — задолго до введения перечисленных выше терминов. Найдены остатки движущихся статуй, изготовленных в I веке до нашей эры. В «Илиаде» Гомера говорится, что бог Гефест сделал из золота говорящих служанок, придав им разум (то есть — на современном языке — искусственный интеллект) и силу. Древнегреческому механику и инженеру Архиту Тарентскому приписывают создание механического голубя, способного летать (ок. 400 г. до н. э.). Более двух тысяч лет назад Герон Александрийский создал водяной автомат «Поющая птица» и ряд систем подвижных фигур для античных храмов. В 270 году древнегреческий изобретатель Ктесибий изобрёл особые водяные часы, получившие название клепсидра (или «крадущие время»), которые своим хитроумным устройством вызвали значительный интерес современников. В 1500 году великий Леонардо да Винчи разработал механический аппарат в виде льва, который должен был открывать герб Франции при въезде короля в город. В XVIII веке швейцарским часовщиком П. Жаке-Дрозом была создана механическая кукла «Писец», которая могла быть запрограммирована с помощью кулачковых барабанов на написание текстовых сообщений, содержащих до 40 букв. В 1801 году французский коммерсант Жозеф Жаккар представил передовую по тем временам конструкцию ткацкого станка, который можно было «программировать» с помощью специальных карт с отверстиями для воспроизведения на вытканных полотнах повторяющихся декоративных узоров. В начале XIX века эта идея была позаимствована английским математиком Чарлзом Бэббиджем для создания одной из первых автоматических вычислительных машин. Примерно к 30-м годам XX века появились андроиды, реализующие элементарные движения и способные произносить по команде человека простейшие фразы. Одной из первых таких разработок стала конструкция американского инженера Д. Уэксли, созданная для Всемирной выставки в Нью-Йорке в 1927 году.
В 50-х годах XX века появились механические манипуляторы для работы с радиоактивными материалами. Они были способны копировать движения рук оператора, который находился в безопасном месте. К 1960-му году были проведены разработки дистанционно управляемых колёсных платформ с манипулятором, телекамерой и микрофоном для обследования и сбора проб в зонах повышенной радиоактивности.
Широкое внедрение промышленных станков с числовым программным управлением стало стимулом для создания программируемых манипуляторов, используемых для погрузки и разгрузки станочных систем. В 1954 году американским инженером Д. Деволом был запатентован метод управления погрузочно-разгрузочным манипулятором с помощью сменных перфокарт, как следствие в 1956 году совместно с Д. Энгельбергером им была создана первая в мире промышленная компания «Юнимейшн» (англ. Unimation от Universal Automation) по производству промышленной робототехники. В 1962 году вышли в свет первые в США промышленные роботы «Версатран» и «Юнимейт», причём некоторые из них функционируют до сих пор, преодолев порог в 100 тысяч часов рабочего ресурса. Если в этих ранних системах соотношение затрат на электронику и механику составляло 75 % к 25 %, то в настоящее время оно изменилось на противоположное. При этом, конечная стоимость электроники продолжает неуклонно снижаться. Появление в 1970-х годах недорогих микропроцессорных систем управления, которые заменили специализированные блоки управления роботов на программируемые контроллеры способствовало снижению стоимости роботов примерно в три раза. Это послужило стимулом для их массового распространения по всем отраслям промышленного производства.
Множество подобных сведений содержится в книге «Робототехника: История и перспективы» И. М. Макарова и Ю. И. Топчеева, представляющей собой популярный и обстоятельный рассказ о роли, которую сыграли (и ещё сыграют) роботы в истории развития цивилизации.

## Важнейшие классы роботов
Можно использовать несколько подходов к классификации роботов — например, по сфере применения, по назначению, по способу передвижения, и пр. По сфере основного применения можно выделить промышленных роботов, исследовательских роботов, роботов, используемых в обучении, специальных роботов.
Важнейшие классы роботов широкого назначения — манипуляционные и мобильные роботы.
Манипуляционный робот — автоматическая машина (стационарная или передвижная), состоящая из исполнительного устройства в виде манипулятора, имеющего несколько степеней подвижности, и устройства программного управления, которая служит для выполнения в производственном процессе двигательных и управляющих функций. Такие роботы производятся в напольном, подвесном и портальном исполнениях. Получили наибольшее распространение в машиностроительных и приборостроительных отраслях.
Мобильный робот — автоматическая машина, в которой имеется движущееся шасси с автоматически управляемыми приводами. Такие роботы могут быть колёсными, шагающими и гусеничными (существуют также ползающие, плавающие и летающие мобильные робототехнические системы, см. ниже).

## Компоненты роботов

### Приводы

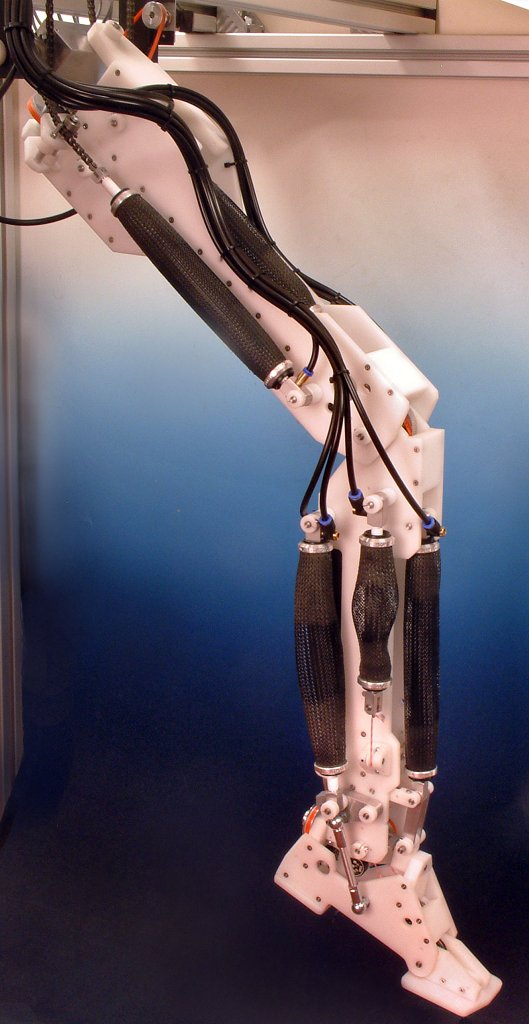
Робототехнический педипулятор, оснащённый воздушными мышцами.

- Приводы: это «мышцы» роботов. В настоящее время самыми популярными двигателями в приводах являются электрические, но применяются и другие, использующие химические вещества, жидкости или сжатый воздух.
- Двигатели постоянного тока: В настоящий момент большинство роботов используют электродвигатели, которые могут быть нескольких видов.
- Шаговые электродвигатели: Как можно предположить из названия, шаговые электродвигатели не вращаются свободно, подобно двигателям постоянного тока. Они поворачиваются пошагово на определённый угол под управлением контроллера. Это позволяет обойтись без датчика положения, так как угол, на который был сделан поворот, заведомо известен контроллеру; поэтому такие двигатели часто используются в приводах многих роботов и станках с ЧПУ.
- Пьезодвигатели: Современной альтернативой двигателям постоянного тока являются пьезодвигатели, также известные как ультразвуковые двигатели. Принцип их работы весьма оригинален: крошечные пьезоэлектрические ножки, вибрирующие с частотой более 1000 раз в секунду, заставляют мотор двигаться по окружности или прямой. Преимуществами подобных двигателей являются высокое нанометрическое разрешение, скорость и мощность, несоизмеримая с их размерами. Пьезодвигатели уже доступны на коммерческой основе и также применяются на некоторых роботах.
- Воздушные мышцы: Воздушные мышцы — простое, но мощное устройство для обеспечения силы тяги. При накачивании сжатым воздухом мышцы способны сокращаться до 40 % от своей длины. Причиной такого поведения является плетение, видимое с внешней стороны, которое заставляет мышцы быть или длинными и тонкими, или короткими и толстыми[источник не указан 4907 дней]. Так как способ их работы схож с биологическими мышцами, их можно использовать для производства роботов с мышцами и скелетом, аналогичными мышцам и скелету животных[13][14].
- Электроактивные полимеры: Электроактивные полимеры — это вид пластмасс, который изменяет форму в ответ на электрическую стимуляцию. Они могут быть сконструированы таким образом, что могут гнуться, растягиваться или сокращаться. Впрочем, в настоящее время нет ЭАП, пригодных для производства коммерческих роботов, так как все ныне существующие их образцы неэффективны или непрочны.
- Эластичные нанотрубки: Это — многообещающая экспериментальная технология, находящаяся на ранней стадии разработки. Отсутствие дефектов в нанотрубках позволяет волокну эластично деформироваться на несколько процентов. Человеческий бицепс может быть заменён проводом из такого материала диаметром 8 мм. Подобные компактные «мышцы» могут помочь роботам в будущем обгонять и перепрыгивать человека.

### Датчики
- Датчики касания.
- Датчики освещённости.
- Датчик-гироскоп.
- Датчик расстояния.
- Эхолот и другие датчики, зависящие от предназначения робота.

## Способы перемещения

### Колёсные и гусеничные роботы
Наиболее распространёнными роботами данного класса являются четырёхколёсные и гусеничные роботы. Создаются также роботы, имеющие другое число колёс; в этом случае нередко удаётся упростить конструкцию робота, а также придать ему возможность работать в пространствах, где четырёхколёсная конструкция оказывается неработоспособной.

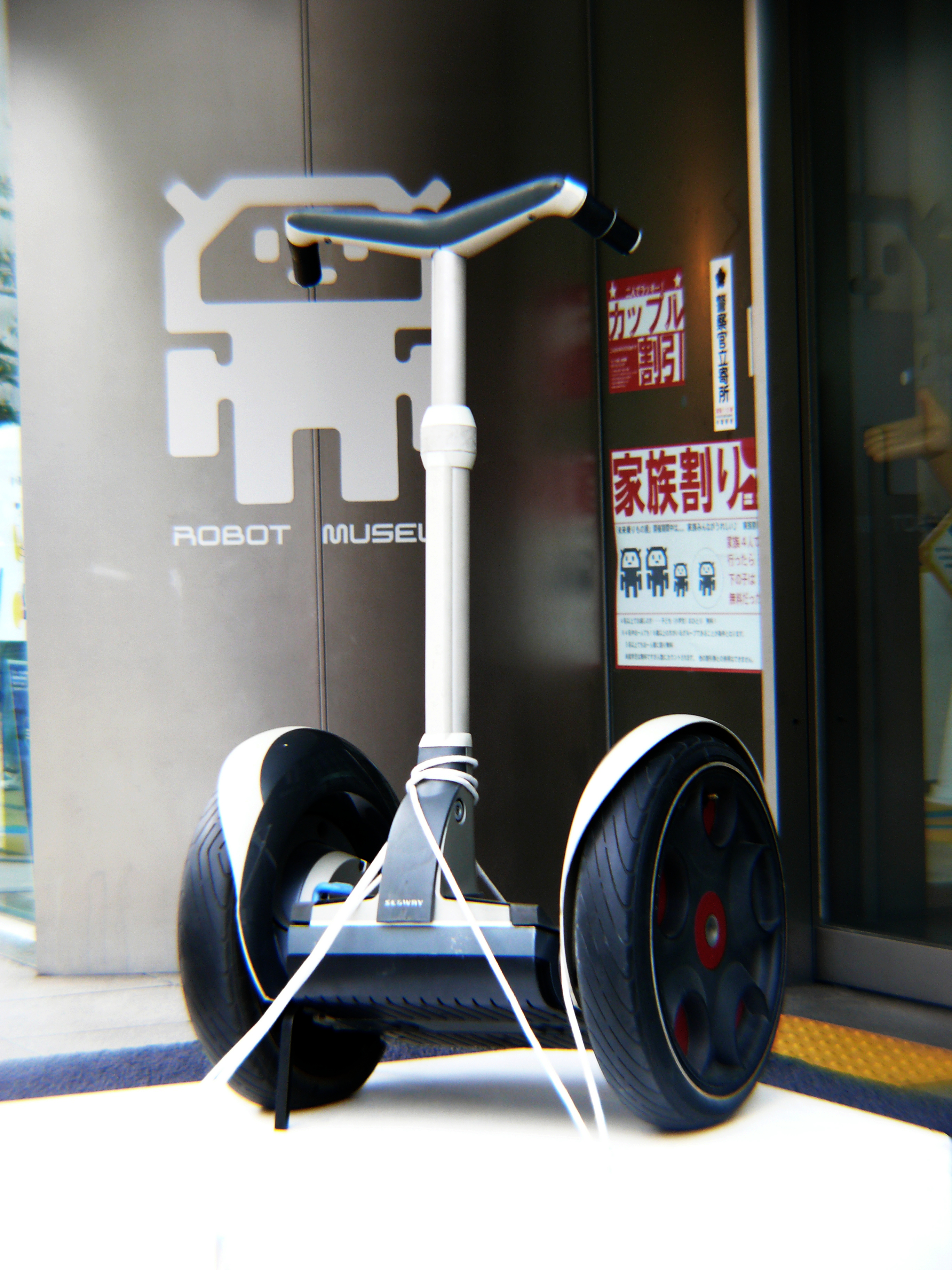
Сегвей в Музее роботов в Нагоя.

Двухколёсные роботы, как правило, используют для определения угла наклона корпуса робота и выработки подаваемого на приводы роботов соответствующего управляющего напряжения (с целью обеспечить удержание равновесия и выполнение необходимых перемещений) те или иные гироскопические устройства. Задача удержания равновесия двухколёсного робота связана с динамикой обратного маятника. Разработано множество подобных «балансирующих» устройств. К таким устройствам можно отнести Сегвей, который может быть использован, как компонент робота; так, например, сегвей использован как транспортная платформа в разработанном НАСА роботе Робонавт.
Одноколёсные роботы во многом представляют собой развитие идей, связанных с двухколёсными роботами. Для перемещения в 2D пространстве в качестве единственного колеса может использоваться шар, приводимый во вращение несколькими приводами. Несколько разработок подобных роботов уже существуют. Примерами могут служить шаробот разработанный в университете Карнеги — Меллона, шаробот «BallIP», разработанный в университете Тохоку Гакуин (англ. Tohoku Gakuin University), или шаробот Rezero, разработанный в Швейцарской высшей технической школе. Роботы такого типа имеют некоторые преимущества, связанные с их вытянутой формой, которые могут позволить им лучше интегрироваться в человеческое окружение, чем это возможно для роботов некоторых других типов.
Существует некоторое количество прототипов сферических роботов. Некоторые из них для организации перемещения используют вращение внутренней массы. Роботов подобного типа называют англ. spherical orb robots, англ. orb bot и англ.  ball bot.
В ряде конструкций мобильных колёсных роботов используются роликонесущие колёса типа «omnidirectional» («всенаправленные колёса»); такие роботы отличаются повышенной манёвренностью.
Для перемещения по неровным поверхностям, траве и каменистой местности разрабатываются шестиколёсные роботы, которые имеют большее сцепление по сравнению с четырёхколёсными. Ещё большее сцепление обеспечивают гусеницы. Многие современные боевые роботы, а также роботы, предназначенные для перемещения по грубым поверхностям, разрабатываются как гусеничные. Вместе с тем, затруднено использование подобных роботов в помещениях, на гладких покрытиях и коврах. Примерами таких роботов могут служить разработанный НАСА робот англ. Urban Robot («Urbie»), разработанные компанией iRobot роботы Warrior и PackBot.

### Шагающие роботы

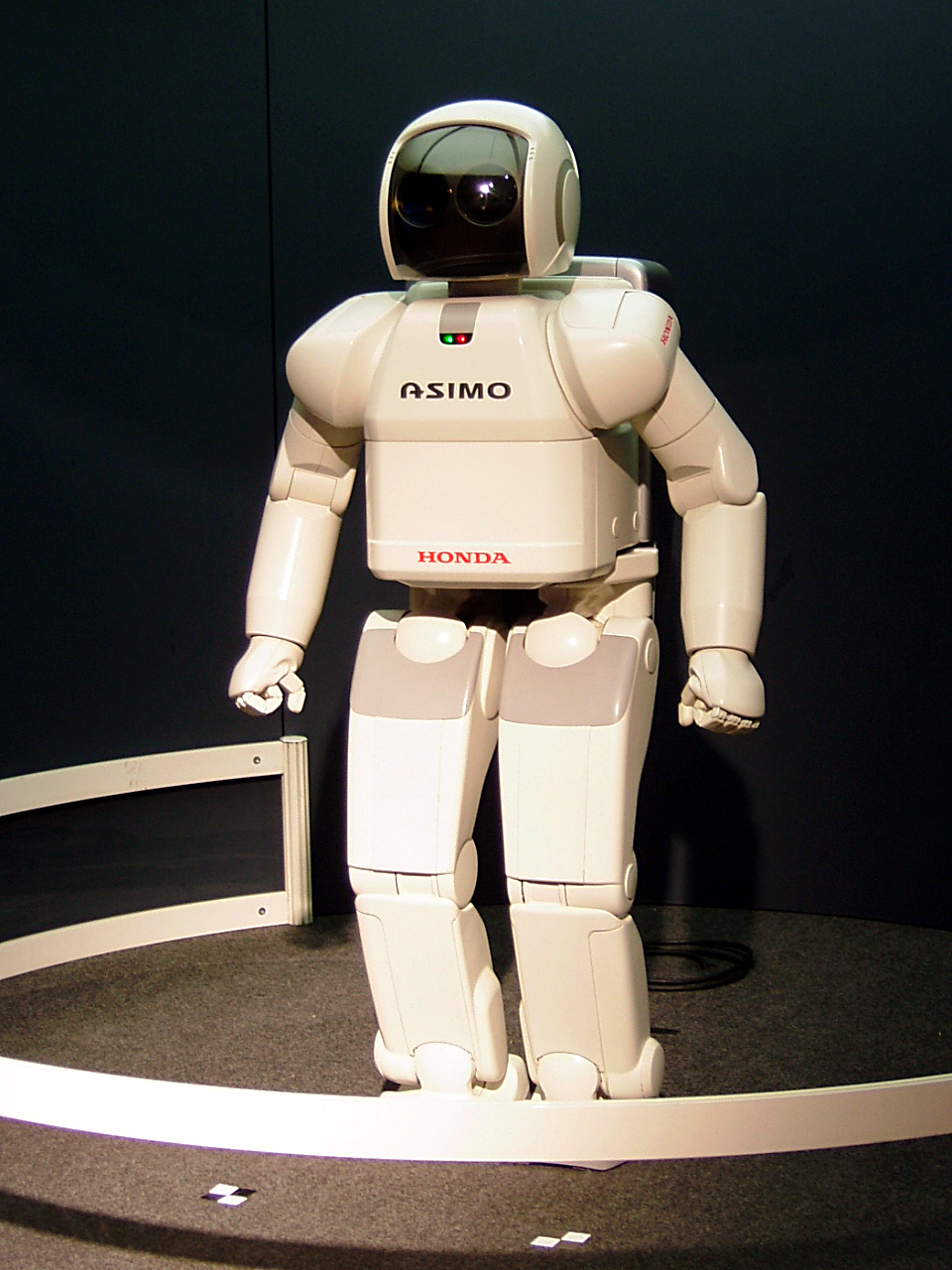
Робот-андроид ASIMO, производство Honda.

Первые публикации, посвящённые теоретическим и практическим вопросам создания шагающих роботов, относятся к 1970—1980-м годам.
Перемещение робота с использованием «ног» представляет собой сложную задачу динамики. Уже создано некоторое количество роботов, перемещающихся на двух ногах, но эти роботы пока не могут достичь такого устойчивого движения, какое присуще человеку. Также создано множество механизмов, перемещающихся на более чем двух конечностях. Внимание к подобным конструкциям обусловлено тем, что они легче в проектировании. Предлагаются также гибридные варианты (как, например, роботы из фильма «Я, робот», способные перемещаться на двух конечностях во время ходьбы и на четырёх конечностях во время бега).
Роботы, использующие две ноги, как правило, хорошо перемещаются по полу, а некоторые конструкции могут перемещаться по лестнице. Перемещение по пересечённой местности является сложной задачей для роботов такого типа. Существует ряд технологий, позволяющих перемещаться шагающим роботам:
- Сервопривод + гидромеханический привод — ранняя технология конструирования шагающих роботов, реализованная в ряде моделей экспериментальных роботов изготовленных компанией General Electric в 1960-е гг. Первым воплощённым в металле по указанной технологии проектом GE и, по всей вероятности, первым в мире шагающим роботом военного назначения стал «четвероногий транспортёр» Walking Truck (машина имеет роботизированные конечности, управление осуществляется человеком, находящимся непосредственно в кабине).
- ZMP-технология: ZMP[англ.]* (англ. zero moment point, «точка нулевого момента») — алгоритм, использующийся в роботах, подобных ASIMO компании Хонда. Бортовой компьютер управляет роботом таким образом, чтобы сумма всех внешних сил, действующих на робота, была направлена в сторону поверхности, по которой перемещается робот. Благодаря этому не создаётся крутящего момента, который мог бы стать причиной падения робота[37]. Подобный способ движения не характерен для человека, в чём можно убедиться сравнив манеру перемещения робота ASIMO и человека[38][39][40].
- Прыгающие роботы: в 1980-х годах профессором Марком Рейбертом (англ. Marc Raibert) из Leg Laboratory Массачусетского технологического института был разработан робот, способный сохранять равновесие посредством прыжков, используя только одну ногу. Движения робота напоминают движения человека на тренажёре пого-стик[41]. Впоследствии алгоритм был расширен на механизмы, использующие две и четыре ноги. Подобные роботы продемонстрировали способности к бегу и способность выполнять сальто[42]. Роботы, перемещающиеся на четырёх конечностях, продемонстрировали бег, перемещение рысью, аллюром, скачками[43].
- Адаптивные алгоритмы поддержания равновесия. В основном базируются на расчёте отклонений мгновенного положения центра масс робота от статически устойчивого положения или некоей наперед заданной траектории его движения. В частности, подобную технологию использует шагающий робот-носильщик Big Dog. При движении этот робот поддерживает постоянным отклонение текущего положения центра масс от точки статической устойчивости, что влечёт необходимость своеобразной постановки ног («коленки внутрь» или «тяни-толкай»), а также создаёт проблемы с остановкой машины на одном месте и отработкой переходных режимов ходьбы. Адаптивный алгоритм поддержания устойчивости также может базироваться на сохранении постоянного направления вектора скорости центра масс системы, однако подобные методики оказываются эффективными только на достаточно высоких скоростях. Наибольший интерес для современной робототехники представляет разработка комбинированных методик поддержания устойчивости, сочетающих расчёт кинематических характеристик системы с высокоэффективными методами вероятностного и эвристического анализа.

### Другие методы перемещения
- Летающие роботы. Большинство современных самолётов являются летающими роботами, управляемыми пилотами. Автопилот способен контролировать полёт на всех стадиях — включая взлёт и посадку[44]. К летающим роботам относятся также беспилотные летательные аппараты (БПЛА; важный их подкласс составляют крылатые ракеты). Подобные аппараты имеют, как правило, небольшой вес (за счёт отсутствия пилота) и могут выполнять опасные миссии; некоторые БПЛА способны вести огонь по команде оператора. Разрабатываются также БПЛА, способные вести огонь автоматически. Кроме метода движения, используемого самолётами, летающими роботами используются и другие методы движения. Например, подобные тем, что используют пингвины, скаты, медузы (такой способ перемещения используют роботы Air Penguin[45][46], Air Ray[47] и Air Jelly[48] компании Festo), или используют методы полёта, присущие насекомым, как например, RoboBee[49].

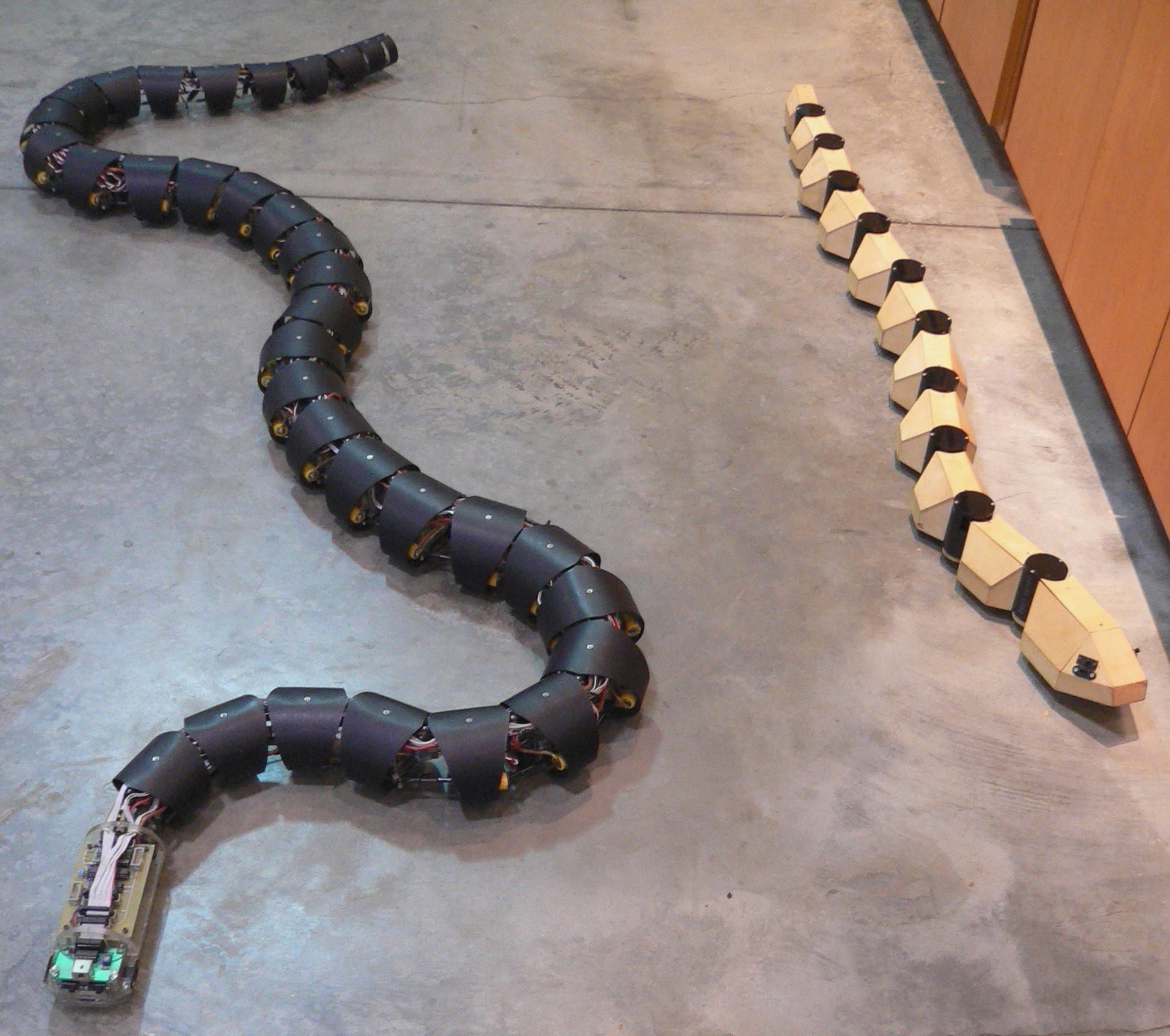
Два змееподобных ползающих робота. Левый оснащён 64 приводами, правый — десятью

- Ползающие роботы. Существует ряд разработок роботов, перемещающихся подобно змеям, червям, слизням[50]; при этом для реализации движения робот может использовать силы трения (при движении по шероховатой опорной поверхности)[51][52] или изменение кривизны поверхности (в случае гладкой поверхности переменной кривизны)[53]. Предполагается, что подобный способ перемещения может придать им возможность перемещаться в узких пространствах; в частности, предполагается использовать подобных роботов для поиска людей под обломками рухнувших зданий[54]. Разработаны также змееподобные роботы, способные перемещаться в воде; примером подобной конструкции может служить японский робот ACM-R5[55][56].
- Роботы, перемещающиеся по вертикальным поверхностям. При их проектировании используют различные подходы. Первый подход — проектирование роботов, которые перемещаются подобно человеку, взбирающемуся на стену, покрытую выступами. Примером подобной конструкции может служить разработанный в Стэнфордском университете робот Capuchin[57]. Другой подход — проектирование роботов, перемещающихся подобно гекконам и снабжённых вакуумными присосками[58]. Примерами подобных роботов являются Wallbot[59] и Stickybot[60].
- Плавающие роботы. Существует много разработок роботов, которые перемещаются в воде, подражая движениям рыб. По некоторым подсчётам, эффективность подобного движения может на 80 % превосходить эффективность движения с использованием гребного винта[61]. Кроме того, подобные конструкции производят меньше шума, а также отличаются повышенной манёвренностью. Это является причиной высокого интереса исследователей к роботам, движущимся подобно рыбам[62]. Примерами подобных роботов являются разработанный в Эссекском университете робот Robotic Fish[63] и робот Tuna, разработанный Institute of Field Robotics (англ.) для исследования и моделирования способа движения, характерного для тунца. Существуют также разработки плавающих роботов других конструкций[64]. Примерами являются роботы компании Festo: Aqua Ray, имитирующий движения ската, и Aqua Jelly, имитирующий движение медузы.

## Системы управления
Под управлением роботом понимается решение комплекса задач, связанных с адаптацией робота к кругу решаемых им задач, программированием движений, синтезом системы управления и её программного обеспечения.
По типу управления робототехнические системы подразделяются на:
1. Биотехнические:
  - командные (кнопочное и рычажное управление отдельными звеньями робота);
  - копирующие (повтор движения человека, возможна реализация обратной связи, передающей прилагаемое усилие, экзоскелеты);
  - полуавтоматические (управление одним командным органом, например, рукояткой всей кинематической схемой робота);
2. Автоматические:
  - программные (функционируют по заранее заданной программе, в основном предназначены для решения однообразных задач в неизменных условиях окружения);
  - адаптивные (решают типовые задачи, но адаптируются под условия функционирования);
  - интеллектуальные (наиболее развитые автоматические системы);
3. Интерактивные:
  - автоматизированные (возможно чередование автоматических и биотехнических режимов);
  - супервизорные (автоматические системы, в которых человек выполняет только целеуказательные функции);
  - диалоговые (робот участвует в диалоге с человеком по выбору стратегии поведения, при этом как правило робот оснащается экспертной системой, способной прогнозировать результаты манипуляций и дающей советы по выбору цели).

Среди основных задач управления роботами выделяют такие:
- планирование положений;
- планирование движений;
- планирование сил и моментов;
- анализ динамической точности;
- идентификация кинематических и динамических характеристик робота.

В развитии методов управления роботами огромное значение имеют достижения технической кибернетики и теории автоматического управления.

## Области применения
Среднее число роботов в мире в 2017 г. составляет 69 на 10 000 работников. Наибольшее число роботов в Южной Корее — 531 на 10 000 работников, Сингапуре — 398, Японии — 305, Германии — 301.

### Образование

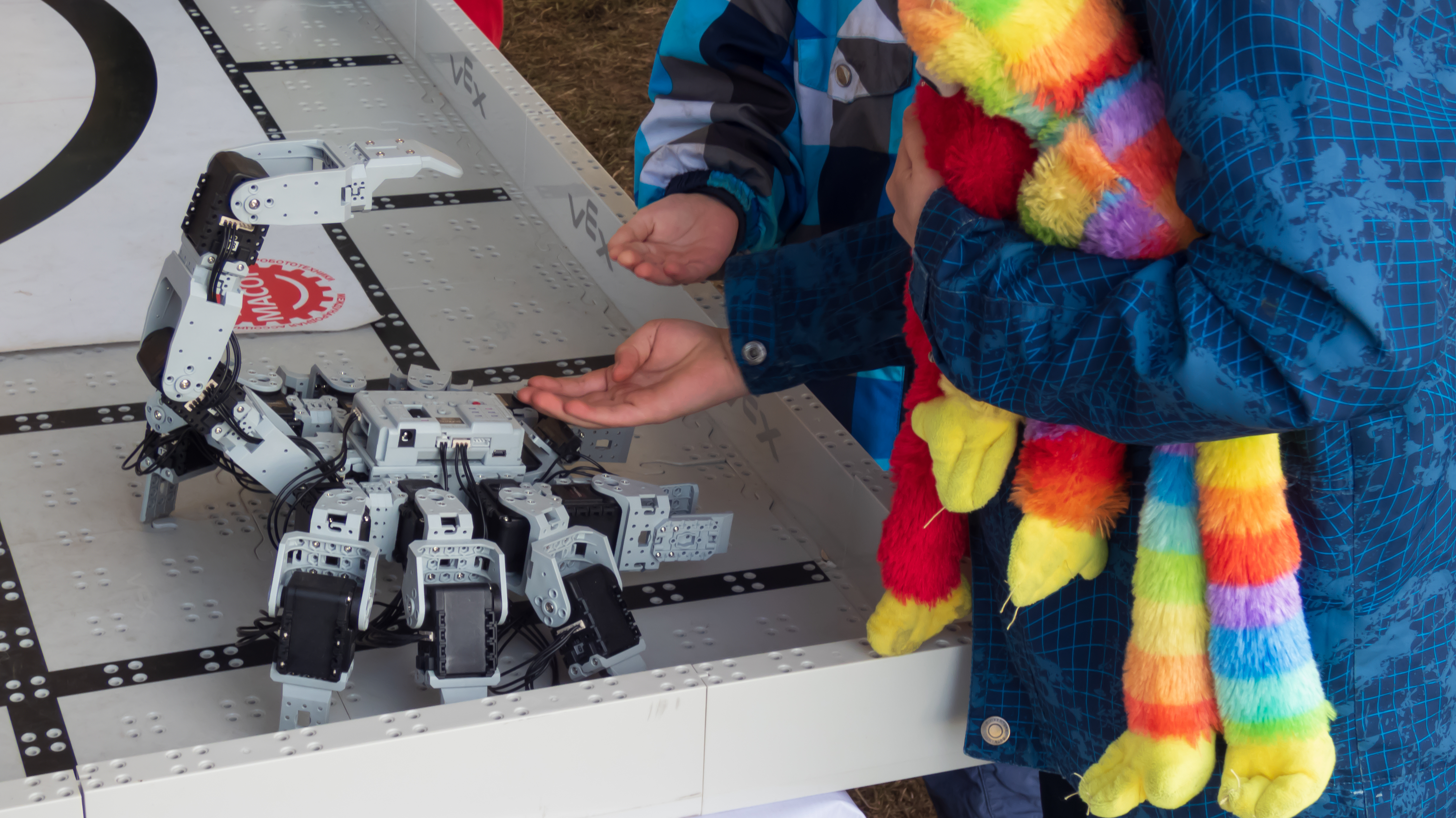
Обучающий робот МАСОР на фестивале «Небо 2022»

Робототехнические комплексы также популярны в области образования как современные высокотехнологичные исследовательские инструменты в области теории автоматического управления и мехатроники. Их использование в различных учебных заведениях среднего и высшего профессионального образования позволяет реализовывать концепцию «обучение на проектах», положенную в основу такой крупной совместной образовательной программы США и Европейского союза, как ILERT. Применение возможностей робототехнических комплексов в инженерном образовании даёт возможность одновременной отработки профессиональных навыков сразу по нескольким смежным дисциплинам: механика, теория управления, схемотехника, программирование, теория информации. Востребованность комплексных знаний способствует развитию связей между исследовательскими коллективами. Кроме того, студенты уже в процессе профильной подготовки сталкиваются с необходимостью решать реальные практические задачи.
Популярные робототехнические комплексы для учебных лабораторий:
- Mechatronics Control Kit
- Festo Didactic
- LEGO Mindstorms
- fischertechnik.
- образовательные наборы на основе Arduino

Существуют и другие. Центр педагогического мастерства Москвы сравнил наиболее популярные платформы и робототехнические конструкторы.
Профессия мобильный робототехник входит в список 50 самых востребованных профессий по версии Минтруда РФ
Прогнозируется, что объем продаж роботов для образования и науки в 2016—2019 гг. составит 8 млн единиц.
Робототехника включена в школьную программу 7-9 классов

### Промышленность
На производстве роботы успешно используются уже на протяжении десятилетий. Роботы успешно заменяют человека при выполнении рутинных, энергоемких, опасных операций. Роботы не устают, им не нужны паузы на отдых, вода и пища. Роботы не требуют повышения заработной платы и не являются членами профсоюзов.
Как правило, промышленные роботы не обладают искусственным интеллектом. Типичным является повторение одних и тех же перемещений манипулятора по жесткой программе.
Большие успехи достигнуты, например, в применении роботов на конвейерах автомобильных заводов. Уже существуют планы предприятий автомобильной промышленности, где все процессы сборки автомобилей и транспортировки полуфабрикатов будут осуществляться роботами, а люди будут только их контролировать
В атомной и химической промышленности роботы широко используются при работах в радиоактивных и химически опасных для человека средах.
Создан робот для автоматизированной диагностики состояния ЛЭП, состоящий из беспилотного вертолёта и устройства для посадки и движения по грозозащитному тросу.
В промышленности всех стран мира в 2016 году использовалось 1,8 млн штук роботов, прогнозируется, что к 2020 году их число превысит 3,5 млн штук.
Прогнозируется, что объем продаж роботов в 2016—2019 гг. для применения в логистике, строительстве и сносе составит 177 тыс. единиц.

### Сельское хозяйство
В сельском хозяйстве находят применение первые роботы, осуществляющие автоматизированный уход за сельскохозяйственными культурами. Испытываются первые роботизированные парники по выращиванию овощей.
Прогнозируется, что объем продаж роботов в 2016—2019 гг. для применения в сельском хозяйстве составит 34 тыс. единиц.

### Медицина
В медицине робототехника находит применение в виде различных экзоскелетов, помогающих людям с нарушениями функции опорно-двигательного аппарата. Разрабатываются миниатюрные роботы для вживления в организм человека в медицинских целях: кардиостимуляторы, датчики информации и т. д.
В России разработан первый роботический хирургический комплекс для выполнения операций в урологии.
Прогнозируется, что объем продаж роботов в 2016—2019 гг. для применения в медицине составит 8 тыс. единиц.

### Космонавтика
Роботы-манипуляторы применяются в космических летательных аппаратах. Например, в космическом аппарате наблюдения Орлец присутствовал так называемый капсульный автомат, загружающий малогабаритные спускаемые капсулы отснятой плёнкой. Планетоходы, такие, как луноход и марсоход, могут рассматриваться как интереснейшие примеры мобильных роботов.

### Спорт
Первый чемпионат мира по футболу среди роботов прошёл в Японии в 1996 году (см. RoboCup).

### Транспорт
По прогнозам, выпуск полностью автоматизированных легковых автомобилей с автопилотом в 2025 году составит 600 тыс. шт.

### Военное дело
Уже разработаны первые полностью автономные роботы для военного применения. Начались международные переговоры о их запрещении.

### Пожарная безопасность
Пожарные роботы (роботизированные установки) активно применяются в пожаротушении. Робот способен самостоятельно без помощи человека обнаружить очаг возгорания, рассчитать координаты, направить огнетушащее средство в центр возгорания. Как правило, данные роботы устанавливаются на взрывоопасных объектах.

## Социальные последствия роботизации
Отмечается, что часовая оплата ручного труда в развитых странах возрастает примерно на 10—15 % в год, а затраты на эксплуатацию робототехнических устройств увеличиваются на 2—3 %. При этом, уровень почасовой оплаты американского рабочего превысил стоимость часа работы робота примерно в середине 70-х годов XX века. Как следствие, замена человека на рабочем месте роботом начинает приносить чистую прибыль примерно через 2,5—3 года.
Роботизация производства уменьшает конкурентное преимущество экономик с дешёвой рабочей силой и вызывает перемещение квалифицированной рабочей силы из производства в сферу услуг. В перспективе массовые профессии (водители, продавцы) будут роботизированы. В России может быть заменено до половины рабочих мест.
Увеличение числа используемых в промышленности США роботов на одну штуку в период с 1990 по 2007 год приводило к ликвидации шести рабочих мест у людей. Каждый новый робот на тысячу рабочих мест понижает среднюю зарплату по экономике США в среднем на половину процента.
В России роботы используются в основном в автомобильной промышленности и микроэлектронике.